# Urbar
Urbar je v osnovi popis zemljiške posesti ter z njo povezanih dohodkov in pravic. Izraz izhaja iz starovisokonemške besede »urberan« oz. srednjevisokonemške besede »erbern«, ki pomeni dajati donos. Mišljen je donos od zemlje, v prvi vrsti pridelek, katerega del pripada zemljiškemu gospodu kot gospodarju zemljišča. Na tem zemljišču živita in se z obdelovanjem zemlje preživljata kmet podložnik in njegova družina. Življenjska doba urbarjev je tesno povezana z obstojem fevdalnega družbenega reda, kot ga je vzpostavila frankovska kraljeva dinastija Karolingov (od 751 do 911 oz. 987). Prvi zapisi urbarialne narave so izpričani v 6. oz. 7. stoletju, nastanek zadnjih pa sega v 19. stoletje. V avstrijskem cesarstvu je obdobje urbarjev izzvenelo z zemljiško odvezo leta 1848. Takrat je prišlo do odprave fevdalnih odnosov oz. obveznosti, ki so izhajale iz razmerij med zemljiškimi gospodi in njihovimi podložniki. V slovenski Istri, ki je do leta 1797 spadala pod Beneško republiko, urbarjev niso poznali. Tu je prevladoval kolonat – sistem zakupništva s koreninami v rimskem cesarstvu pozne antike.

## Razvoj urbarjev v srednjem veku
Za predhodnike urbarjev veljajo tradicijski kodeksi iz časa od 9. do 12. stoletja, v katerih so po kronološkem redu nanizane notice o podaritvah, zamenjavah in nakupih posesti. Drugo fazo v razvoju urbarjev predstavljajo delni ali kompletni sumarni popisi posesti in dajatev od njih. Na slovensko ozemlje se nanašajo trije ohranjeni primerki: sumarni popis posesti stolnega kapitlja v Freisingu za območje Vrbskega jezera na Koroškem (Wörthersee) iz okoli leta 1150, popis posesti Goriških grofov iz okrog leta 1200 ter »Notitia bonorum de Lonka« – kompilacija, ki je rabila za informacijo o obsegu freisinške škofijske posesti, v tem primeru gospostva (Škofja) Loka, novemu škofu Albertu von Harthausnu (1158–1184). Bolj ustaljeno obliko začnejo urbarji dobivati v 13. stoletju, iz katerega so se ohranili npr. urbarji škofov oz. škofije Briksen (Brixen), mdr. za Bled, in urbarji deželnih knezov za Bavarsko, Avstrijo in Štajersko. Dinamiko nastajanja urbarjev so krojile precej pogoste spremembe posestnega stanja.
Nadaljnji razvoj urbarjev sta zaznamovali zlasti večja sistematičnost in izčrpnost, ki sta bili v veliki meri posledica potrebe in želje po učinkovitejši upravi zemljiške posesti. V urbarjih, nastalih v poznem srednjem veku, odseva temeljna struktura gospostev: večja se delijo na urade, v okviru katerih so navedene vasi in število podložniških kmetij oz. hub v posamezni vasi, v večini mlajših urbarjev najdemo tudi popise dajatev za vsako hubo posebej. Proti koncu 15. stoletja je posameznemu podložniku v urbarjih neredko dodeljena posebna stran; podložnikove dajatve in obveznosti so zapisane pregledno in kolikor toliko enotno. Leta 1498 je Maksimilijan I. (1493–1519) odredil reformo urbarjev za deželnoknežjo posest v svojih deželah, katere sad so t. i. reformirani deželnoknežji urbarji. Na  Kranjskem so se iz tega časa ohranili npr. reformirani urbarji gospostev Polhov Gradec, Prem in Radovljica ter reformirani urbar urada Kočevska Reka. Del tovrstnih urbarjev je nastal nekoliko pozneje, že v zgodnjem novem veku, pod Ferdinandom I. (1521–1564) npr. urbar gospostva Senožeče iz leta 1524.

## Urbarji in urbarialni registri v zgodnjem novem veku
Čas od prehoda v 16. stoletje do okoli leta 1750 velja za zlato dobo urbarjev in urbarjem sorodnih popisov oz. registrov različnih vrst desetine, tlake, t. i. male pravde ipd. Delež njihove ohranjenosti za ozemlje nekdanjih dežel Štajerske, Koroške in Kranjske je ocenjen na štiri petine, urbarji in urbarialni registri iz tega obdobja so poleg tega vsebinsko in zvrstno najpestrejši. Razlogi za porast njihovega števila v primerjavi s srednjim vekom so predvsem drobitev zemljiške posesti in posledično večje število različnih lastnikov te posesti, kompleksnejši ustroj uprave posesti, uvajanje davčnih obveznosti idr. Postopno zmanjšanje števila urbarjev in urbarialnih registrov od srede 18. stoletja naprej pa je v največji meri posledica reform Marije Terezije (1740–1780), v prvi vrsti sprememb na področju davkov.

## Vrste urbarjev in urbarialnih registrov
Splošni urbarji (Gesamturbare) so urbarji, ki zajemajo celotno posest nekega zemljiškega gospoda, delni urbarji (Teilurbare) pa tisti, ki se nanašajo na posamezne dele te posesti.
Temeljni urbarji (Stockurbare), imenovani tudi glavni ali matični urbarji, so nastali kot trajni oz. dolgoročni referenčni pripomočki, prvi v 13. stoletju, navadno po končani kolonizaciji. Pozneje, zlasti od srede 15. stoletja naprej, so temeljne urbarje sestavljali predvsem ob prodajah posesti oz. kadar se je pokazala potreba po ugotavljanju dejanskih dohodkov od posesti ali pa se je stari temeljni urbar izgubil oz. bil uničen. Starejši tip temeljnega urbarja predstavlja popis s številom kmetij in seznamom dajatev za tipično kmetijo, pri mlajšem tipu pa gre za poimenski popis vseh podložnikov s podrobnim seznamom podložniških dajatev.
Priročni urbarji (Handurbare) so se pojavili v 15. stoletju in so bili namenjeni sprotni evidenci o resnično poravnanih podložniških obveznostih. Vanje je sestavljalec priročnega urbarja – običajno oskrbnik posesti – prepisal podatke iz temeljnega urbarja ter jim dodajal pripise ob robu ali pa vnaprej začrtal rubrike za posamezna leta. Znotraj rubrik je za vsakega podložnika oz. vsako dajatev ali obveznost posebej zapisal, ali oz. v kolikšni meri je bila ta poravnana: pri dajatvah v naravi je navedel količino oddane dajatve, pri denarnih pa višino plačanega zneska. Med priročne se večinoma uvrščajo tudi urbarialni registri – popisi zgolj določene vrste dajatev oz. obveznosti: žitne desetine, desetine prirastka živine, vinske desetine, gornine, te ali one oblike tlake ipd. Ker pri davku oz. davkih ni šlo za dajatev zemljiškemu gospodu, ampak deželi oz. državi, med urbarialne registre ne štejemo davčnih registrov.
(Novo)Reformirani urbarji so urbarji deželnoknežjih posestev, ki so jih dali zapisati vladarji oz. deželni knezi habsburških dednih dežel v obdobju od konca 15. do prvih desetletij 17. stoletja, da bi bilo upravljanje s temi posestvi učinkovitejše. Reformirane urbarje (reformierte Urbare) iz časa Maksimilijana I. (1493–1519) in Ferdinanda I. (1521–1564) prepoznamo predvsem po naslovu, iz katerega izvemo, da so reformo opravili pooblaščeni svetniki in odposlanci deželnega kneza. Ti so posest bodisi osebno objezdili bodisi sklicali podložnike, da bi preverili verodostojnost kupnih pogodb in drugih listin, ki so jih morali ti prinesti s seboj; nato so sestavili urbar. Reformirani urbarji se po vsebini sicer niso razlikovali od drugih, sočasno nastalih temeljnih urbarjev. Novoreformirane urbarje (neureformierte Urbare) iz časa Karla II. (1564–1590) in Ferdinanda II. (1595–1637) po drugi strani zaznamuje tridelna struktura: uvodni zapis, osrednji del urbarja – kontekst in sklepna notica. Uvodni zapis uporabnika seznani z razlogi za reformo, načinom njene izvedbe ter številom urbarjev, ki jih je treba izdelati. Kontekst sam je razdeljen na več razdelkov, ki ga večinoma sestavljajo: popis podložnikov z navedbo njihovih dajatev oz. obveznosti, ločeni popisi raznovrstne desetine, popisi odvetščine, gornine in tlake, poimenski seznami drugih uživalcev obdelovalnih enot znotraj zemljiške posesti (kosezi, svobodniki, odvetščinski podložniki idr.), morebitni  popisi ali opisi obveznosti oz. pravic, povezanih s planinami, krčevinami, gozdovi in ribniki. Navadno sledijo še zapisi o dominikalni ali pridvorni zemlji (tj. zemlji, ki jo v nasprotju z rustikalno ali podložniško zemljo zemljiški gospod obdeluje »v lastni režiji«), popisi drugih, na posest vezanih pravic, pojasnila o merah ter razni zapisi upravnopravne vsebine, kot sta opisa sodnih pristojnosti in meja deželskega sodišča. Kontekst končujejo t. i. dodatni členi, ki prinašajo smernice za zastavne imetnike deželnoknežjih posestev, med drugim navodila, kako naj ravnajo pri reševanju podložniških sporov, pri pobiranju davkov, v primerih prodaje ali dedovanja kmetije, ob krčenju zemljišč ipd. V sklepni notici najdemo poleg navedbe kraja in datuma overovitve urbarja naročilo, da se mora novi (zastavni) imetnik držati zapisanega v urbarju in varovati koristi deželnega kneza.
Štiftni register (Stiftregister) je lahko sopomenka za davčni register (primer gospostva Negova na Štajerskem v 16. in 17. stoletju), neredko pa tudi za urbar, kar velja zlasti za 18. stoletje. Poseben formular za štiftne registre je leta 1756 Marija Terezija priložila patentu, ki je hkrati pomenil pravno podlago za urbarialne številke – številke, s katerimi se od konca šestdesetih let 18. stoletja nato srečujemo v  t. i. starejši oz. stari zemljiški knjigi. V sklopu terezijanskih davčnih reform so predvsem v letih 1754–1755 sistematično nastajali tudi t. i. izvlečki iz urbarjev, pri katerih pa praviloma ne gre za izpise delov podatkov o podložniških obveznostih, ampak za (modificirane) prepise vseh tovrstnih podatkov v obliki večidel tiskanih tabel. Nadaljnje popravke, kar zadeva posest oz. dohodke, zrcalijo rektificirani urbarji (rektifizierte Urbare) oz. rektificirani štiftni registri (rektifizierte Stiftregister), med ohranjenimi je največ tistih s konca 18. stoletja. 
Rektifikacijski urbarji (Rektifikationsurbare) so urbarji, ki so bili »postavljeni« ob t. i. terezijanski davčni rektifikaciji in jih je potrdilo državno knjigovodstvo.

## Jezik urbarjev
Do srede 14. stoletja so bili urbarji pretežno zapisani v latinščini, od tedaj pa vse pogosteje v nemščini. V zahodnem delu slovenskega etničnega prostora, predvsem na Goriškem, je bil jezik urbarjev v (zgodnjem) novem veku v glavnem italijanščina. Kot kažeta npr. omemba »slovenskega urbarja« za gospostvo Gradac iz let 1625–1629 in ohranjeni prepis urbarja župnije Bloke za leta 1762–1770, so na Slovenskem sem ter tja nastali urbarji v slovenskem ali povečini slovenskem jeziku. Med urbarialnim gradivom v domačem jeziku so tudi kajkavsko-prekmurski urbarji iz obdobja 1768–1775. Na posamezne slovenske besede, zapise ali odlomke naletimo v nekaterih tujejezičnih urbarjih. Takšni so denimo beseda »rž« (resch) in izrek »Wog owari napasti« z letnico 1544 v urbarju samostana dominikank v Velesovem iz srede 15. stoletja ter opis meja deželskega sodišča Ortnek iz let 1663–1669.